# Factor de creștere
Un factor de creștere este un compus chimic, cel mai adesea de natură polipeptidică sau steroidică, capabil să inducă o creștere celulară, proliferare, regenerare sau fenomene de diferențiere celulară.
Factorii de creștere acționează adesea ca molecule de semnalizare intercelulară, exemple fiind citokinele și hormonii, care se leagă de receptori specifici de la suprafața celulelor țintă. Acestea induc diferențiere și maturarea celulară, însă procesele depind pentru fiecare factor în parte. De exemplu, factorul de creștere epidermic (epidermal growth factor, EGF) induce diferențierea osteogenică, în timp ce factorii de creștere pentru fibroblaști și factorii de creștere ai endoteliului vascular (VEGF) induc angiogeneză.